# عقد 890
عقد 890 هو عقد امتد بين 1 يناير 890 و31 ديسمبر 899 بحسب التقويم الميلادي. سبقه عقد 880 ولحقه عقد 900.

## مواليد
- القائم بأمر الله الفاطمي (893)
- راميرو الثاني ملك ليون (898)
- أبو عمرو الكندي (897)
- حمزة الأصفهاني (893)
- ألفونسو الرابع ملك ليون (899)
- جعفر المقتدر بالله (895)
- أبو محمد الهمداني (893)
- المسعودي (896)
- هيو العظيم (898)
- ابن زهرون (896)
- أبو القاسم الزجاجي (892)

## وفيات
- أبو عيسى محمد الترمذي (892)
- فورموسوس (896)
- سفياتوبولك الأول (894)
- أود (898)
- أرنولف من كارينثيا (899)
- البابا رومانوس (897)
- دوست العابد (894)
- ستيفان السادس (897)
- اليعقوبي (897)
- إبراهيم بن إسحاق الحربي (898)
- جيش بن خمارويه (896)

## كتب
- Yves Denis Papin (1998). Chronologie de l'histoire ancienne. Lieu de publication non identifié: Éditions Jean-paul Gisserot. ISBN:2-87747-346-5. OCLC:40746926. مؤرشف من الأصل في 2022-03-16.
- موسوعة حضارة العالم (2002) لأحمد محمد عوف.

## روابط خارجية
- تصفح سنة بسنة عقد 890 على موقع onthisday.com
- تصفح سنة بسنة عقد 890 ابتداءً من سنة عقد 890 على موقع المكتبة الوطنية الفرنسية